# Esther Jones
Esther B. Jones (Chicago, 7 aprile 1969) è un'ex velocista statunitense.

## Palmarès
Giochi olimpici
- 1 medaglia:
  - 1 oro (staffetta 4×100 metri a Barcellona 1992).

Universiadi
- 2 medaglie:
  - 1 oro (staffetta 4×100 metri a Duisburg 1989)
  - 1 bronzo (200 metri a Duisburg 1989).

Mondiali juniores
- 1 medaglia:
  - 1 bronzo (staffetta 4×100 metri a Sudbury 1988).

## Altre competizioni internazionali
Coppa del mondo
- 1 medaglia:
  - 1 bronzo (staffetta 4×100 metri a Barcellona 1989).